# Mattia Casse
Mattia Casse (Moncalieri, 19 febbraio 1990) è uno sciatore alpino italiano.

## Biografia
Originario di Oulx e figlio dello sciatore di velocità Alessandro, a sua volta atleta di alto livello, ha esordito in gare riconosciute dalla FIS il 1º dicembre 2005 disputando uno slalom speciale giovanile a Passo di Monte Croce di Comelico. Nel 2008 ha disputato le sue prime gare in Coppa Europa. All'inizio della stagione successiva si è aggiudicato le prime competizioni internazionali di carriera, due discese libere consecutive valide come gare FIS, a Tignes in Francia.
Ha debuttato in Coppa del Mondo il 29 dicembre 2009 in discesa libera sul difficile tracciato della Stelvio di Bormio piazzandosi al 31º posto. Nel gennaio seguente, a Megève, ha conquistato la medaglia d'oro in discesa e il bronzo in supergigante ai Mondiali juniores 2010.
L'anno seguente si è laureato campione italiano di supercombinata a La Thuile. Nella stessa località il 15 marzo 2012 lo sciatore ha ottenuto, in discesa, la prima vittoria in Coppa Europa. Ai Mondiali di Sankt Moritz 2017, suo esordio iridato, si è classificato 22º nella discesa libera, 19º nel supergigante e non ha concluso la combinata, mentre a quelli di Åre 2019 è stato 17º nella discesa libera, 8º nel supergigante e 27º nella combinata e a quelli di Cortina d'Ampezzo 2021 non ha completato il supergigante. Il 17 dicembre 2022 ha conquistato, in Val Gardena in discesa libera, il primo podio in Coppa del Mondo (3º) e ai successivi Mondiali di Courchevel/Méribel 2023 si è classificato 20º nella discesa libera, 13º nel supergigante e non ha completato la combinata. Il 20 dicembre 2024 ha conquistato la sua prima vittoria in Coppa del Mondo nel supergigante della Val Gardena e ai successivi Mondiali di Saalbach-Hinterglemm 2025 si è piazzato 22º nella discesa libera, 23º nel supergigante e 7º nella combinata a squadre; non ha preso parte a rassegne olimpiche.

## Palmarès

### Mondiali juniores
- 2 medaglie:
  - 1 oro (discesa libera a Monte Bianco 2010)
  - 1 bronzo (supergigante a Monte Bianco 2010)

### Coppa del Mondo
- Miglior piazzamento in classifica generale: 14º nel 2023
- 4 podi (2 in discesa libera, 2 in supergigante):
  - 1 vittoria (in supergigante)
  - 3 terzi posti (2 in discesa libera, 1 in supergigante)

#### Coppa del Mondo - vittorie
| Data             | Località    | Paese  | Specialità |
| ---------------- | ----------- | ------ | ---------- |
| 20 dicembre 2024 | Val Gardena | Italia | SG         |

Legenda:

SG = supergigante

### Coppa Europa
- Miglior piazzamento in classifica generale: 8º nel 2012
- 12 podi:
  - 5 vittorie
  - 3 secondi posti
  - 4 terzi posti

#### Coppa Europa - vittorie
| Data            | Località  | Paese    | Specialità |
| --------------- | --------- | -------- | ---------- |
| 15 marzo 2012   | La Thuile | Italia   | DH         |
| 22 marzo 2015   | Soldeu    | Andorra  | SG         |
| 6 gennaio 2017  | Wengen    | Svizzera | SG         |
| 7 gennaio 2017  | Wengen    | Svizzera | SG         |
| 11 gennaio 2019 | Wengen    | Svizzera | DH         |

Legenda:

DH = discesa libera

SG = supergigante

### South American Cup
- Miglior piazzamento in classifica generale: 23º nel 2017
- 2 podi:
  - 1 vittoria
  - 1 secondo posto

#### South American Cup - vittorie
| Data              | Località    | Paese | Specialità |
| ----------------- | ----------- | ----- | ---------- |
| 14 settembre 2016 | El Colorado | Cile  | DH         |

Legenda:

DH = discesa libera

### Campionati italiani
- 8 medaglie[3]:
  - 2 ori (supercombinata nel 2011; supergigante nel 2016)
  - 4 argenti (supercombinata nel 2008[4]; supergigante nel 2014; discesa libera nel 2016; supergigante nel 2019)
  - 2 bronzi (supergigante nel 2015; discesa libera nel 2023)